# Aname carina
Aname carina is een spinnensoort uit de familie Anamidae.
Aname carina werd in 1985 beschreven door Raven.